# آينا فيدال سايز
آينا فيدال سايز (بالإسبانية: Aina Vidal Sáez)‏ ( مقاطعة غراسيا، برشلونة، 22 مارس 1985 ) هي سياسية كاتالونية، وعضو في مجلس النواب .
تنتمي إلى Joves d ' Esquerra Verda منذ عام 2005 وإلى اللجان العمالية منذ عام 2006، وهي عضو في المجلس الوطني لمبادرة كاتالونيا الخضر، والمنسق الوطني للعمل الشبابي للشباب في لجنة العمال الوطنية في كاتالونيا، وعضو في مجلس علاقات العمل في كاتالونيا.
كانت عضوا في المجلس الوطني للشباب في كاتالونيا ومجلس شباب برشلونة. وهي أيضًا عضو في Som Energia و Médecins Sans Frontières ومنظمة العفو الدولية و Esplais Catalans  بالإضافة إلى اللجنة الفيدرالية للجان العمالية في كاتالونيا . 
تم انتخابها نائبة عن برشلونة في الانتخابات العامة الإسبانية لعام 2015 في قائمة En Comú Podem،  وهي واحدة من النواب الثلاثة الذين حصلوا على القيمة المحلية المضافة في الائتلاف (جنبًا إلى جنب مع Josep Vendrell و Jaume Moya ). 
كانت في المجلس المجلس التشريعي الاسباني الثاني عشر،  والتي اختتمت في فبراير 2019. واصلت عملها كنائبة في المجلس التشريعي الاسباني الثالث عشر، من مايو إلى سبتمبر 2019 وفي المجلس التشريعي الاسباني الرابع عشر، التي بدأت بدستور الكورتيس في 3 ديسمبر 2019. 
في يناير 2020، بعد غيابها عن الجولة الأولى من التصويت على تنصيب المرشح الرئاسي، أعلنت أنه تعاني من مرض السرطان.  

## روابط خارجية
- مقابلة مع آينا فيدال على موقع revistajovent.cat